# Botanika
Botanika (řidčeji fytologie, v češtině dříve též rostlinnictví a někdy i rostlinopis) je přírodní věda spadající do velkého okruhu biologických oborů. Zkoumá tu část přírody, kterou označujeme termínem flóra, tedy rostliny (Archaeplastida) a ze spíše tradičních důvodů i nepříbuzné skupiny řas (všechna fotosyntetizující protista) a houby. Někdy bývají pod její působnost zahrnovány i bakterie či prokaryota obecně. Za zakladatele botaniky je tradičně považován řecký myslitel Theofrastos.

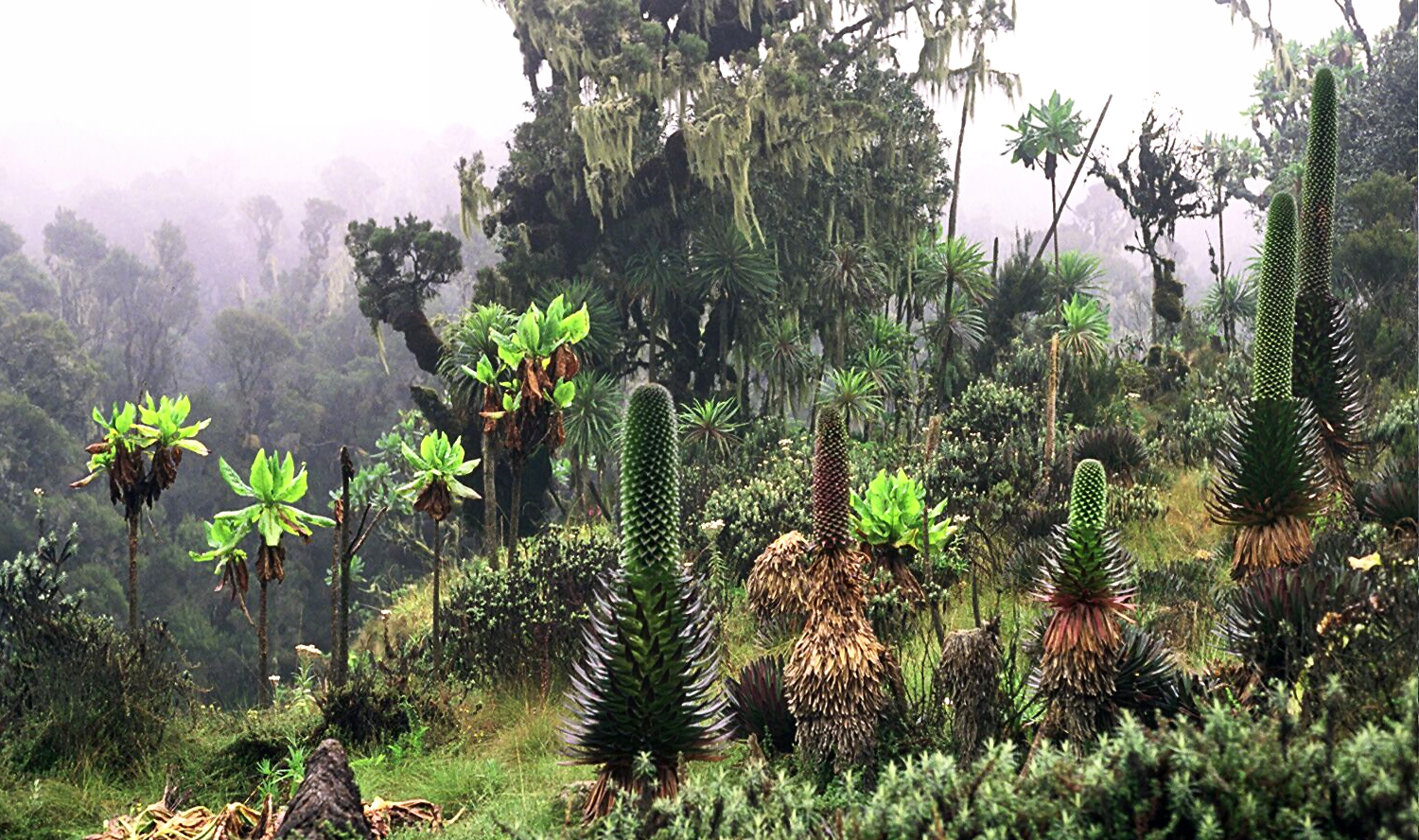
Rostlinné společenství v ugandských horách

## Dělení oboru
Klasicky se botanika dělí na:
- obecnou či teoretickou[zdroj?], která studuje obecné a společné aspekty rostlin,
- systematickou, která se zabývá jednotlivými rody a druhy,
- aplikovanou, jež se zabývá využitím rostlin v hospodářství, zahradnictví a ochraně prostředí.

Podle podobných otázek a metod lze rozlišit pět hlavních oblastí uvnitř botaniky:[zdroj?]
- morfologie rostlin:
  - morfologie v užším smyslu – vnější stavba rostlin
  - anatomie rostlin – vnitřní stavba rostlin
    - histologie rostlin – studium rostlinných pletiv
    - cytologie rostlin – studium rostlinných buněk
- fyziologie rostlin zkoumá obecné funkce a procesy
  - fyziologie látkové výměny
  - fyziologie vzruchů a pohybů
  - Vývojová fyziologie
  - ekofyziologie rostlin studuje ekologická přizpůsobení rostlin
- systematika rostlin
  - taxonomie – uspořádání systému rostlin
  - paleobotanika
  - archeobotanika
- geobotanika
  - fytocenologie (rostlinná sociologie[zdroj?])
  - fytogeografie
  - floristika – studium druhů na určitém území
  - chorologie (studium areálů)
  - historicko-genetická geobotanika
  - ekologie rostlin
- botanika v poli[zdroj?] – sbírání vzorků, pokusné pěstování
- aplikovaná botanika
  - agrobotanika
  - dendrologie
  - fytofarmakologie a fytoterapie
  - herbologie
  - lesnická botanika
  - palynologie
  - pomologie
  - rostlinolékařství (fytopatologie)

## Název a původ
Název botanika, odvozený z řeckého botané (tráva, pastvina) a botaniké techné, svědčí o tom, že nevznikla jako spekulativní věda, nýbrž technika či umění zacházet s rostlinami, zejména užitkovými a léčivými. Rostliny a jejich plody byly dlouho hlavní potravou člověka a téměř jediným prostředkem léčitelů, kteří shromažďovali a předávali znalosti o jednotlivých druzích rostlin a jejich léčebném použití. První známý náznak nějaké teorie rostlin zaznamenal Aristotelův žák a nástupce ve vedení jeho školy Theofrastos, ale ještě o 3 století mladší lékař Pedanius Dioscorides shromáždil své znalosti o asi 600 léčivých rostlinách ve spise Materia medica. Dioskoridův spis se hojně opisoval a zůstal hlavní autoritou ohledně rostlin až do 16. století.
V pozdním středověku se rostlinopisné znalosti staly součástí lékařského studia a při univerzitách se začaly zakládat botanické zahrady, až do 18. století ovšem omezené na rostliny užitkové a léčivé. Nejstarší zachovaná botanická zahrada v Padově byla založena roku 1545 (dnes památka UNESCO). Roku 1537 vydal Otto Brunfels první „herbář“ s dřevoryty významných léčivých rostlin a následovala řada dalších. V češtině – to znamená pro laiky - vydal roku 1562 Tadeáš Hájek z Hájku překlad velkého herbáře Pietro Andrea Mattioliho (Mattioliho herbář), který italský učenec napsal během svého pobytu v Praze. Oblíbené herbáře vycházely se stále dokonalejšími obrázky (mědirytinami), byla to však jen florilegia (katalogy rostlin) a nekladly si otázky systematické botaniky.
Roku 1583 vydal Ital Andrea Caesalpino knihu O rostlinách, kde si začal všímat obecnějších vlastností rostlin, ale teprve francouzský lékař, botanik a cestovatel Joseph Pitton de Tournefort položil základy botanického systému, když na základě podobnosti květů a plodů zavedl pevné rody (genera). Podobným směrem se vydal i lékař Adam Zalužanský ze Zalužan na konci 16. století, který jako jeden z prvních hájil názor, že i rostliny mají dvě pohlaví. Vynález mikroskopu v 17. století byl převratný objev, který umožnil nahlédnout do anatomie rostlin. Tím se otevřela cesta k vědečtějšímu studiu botaniky.
Na jejím začátku stojí švédský lékař a přírodovědec Carl Linné (Linnaeus, 1707–1778), autor rozsáhlých katalogů rostlin i živočichů, tvůrce binomiální nomenklatury a prvního vědeckého systému botaniky, i když budovaného podle nahodilých kritérií. Linnéův systém rozšířil a zdokonalil francouzský vědec Antoine Laurent de Jussieu (1748-1836). V této podobě se užíval téměř sto let. Stále běžnější užívání mikroskopu dovolilo rozvoj buněčné teorie (Jan Evangelista Purkyně) i řady nových botanických disciplín (anatomie, fyziologie, biochemie, atd.) a už v roce 1851 německý botanik Wilhelm Hofmeister studiem reprodukce kvetoucích rostlin a jejich křížení prokázal skutečnost evoluce.
Stephan Endlicher zavedl vyšší taxonomické jednotky. V letech 1820–1838 položil Kašpar Šternberk základy paleobotaniky. V téže době začal vydávat Jan Svatopluk Presl (1791-1849) svůj velkolepý Rostlinář, který nemohl dokončit, a roku 1846 vydal Všeobecný rostlinopis, jimiž vytvořil českou botanickou terminologii. Mezi českými botaniky – vedle Purkyněho – vynikli například Gregor Mendel, Ladislav Čelakovský, Ctibor Blattný, Karel Kavina, Karel Domin, Josef Dostál, a Josef Velenovský.
Během 20. století se botanika významně proměnila, hlavně pod vlivem myšlenky evoluce, molekulární genetiky a na ně navazující kladistiky. Dosavadní taxonomie řadila jednotlivé taxony (druhy, rody, čeledi atd.) podle vnější podobnosti a celkového fenotypu. Původní Linnéova klasifikace se sice měnila a modernizovala, byla však stále značně subjektivní. Ve 20. století se objevilo několik pokusů uspořádat taxony určité oblasti (druhy, rody, čeledi atd.) do stromového grafu (kladogramu), jehož uzly jsou nejmladší společní předkové. Zjednodušeně lze říci, že kladogram představuje vztahy mezi taxony tak, aby se jejich pozorovaná rozmanitost dala vysvětlit co nejmenším počtem mutací. Struktura větví kladogramu tedy vzniká mechanicky (obvykle s použitím počítače), jen s využitím pozorovaných fenoménů, a je tedy podstatně objektivnější.